# 花鳞鱼属
花鱗魚屬（意為「乳頭般的小牙齒」:606）是無頜魚類的一個屬，屬於花鱗魚綱的花鱗魚科，也是花鱗魚綱的模式屬。花鱗魚屬包含多個物種，化石主要發現於北亞、歐洲與北美的志留紀後期地層，在東亞也有可能的紀錄。物種之間可能存在極大的體型差異，全長由4公分至1公尺不等。由化石埋藏環境推測，有些物種可能棲息於近岸海域。

## 外部連結
- Paleobiodiversity in Baltoscandia. "Genus Thelodus （页面存档备份，存于）". fossiilid.info. [2012-03-22]